# Wait and See (film 1915)
Wait and See è un cortometraggio muto del 1915 diretto da William Bertram.

## Produzione
Il film fu prodotto dall'American Film Manufacturing Company.

## Distribuzione
Distribuito dalla Mutual Film, il film - un cortometraggio in una bobina - uscì nelle sale cinematografiche USA il 21 luglio 1915.